# ウエストサイド・エクストリーム・レスリング
ウエストサイド・エクストリーム・レスリング（Westside Xtreme Wrestling、略称：wXw）は、ドイツのノルトライン＝ヴェストファーレン州ルール地方を拠点としているプロレス団体。ルール地方の工業都市であるオーバーハウゼンを本拠地としている。

## 歴史
2000年12月24日、ヘイトによって設立。
2001年、旗揚げ戦を開催。
2006年に至るまではヘイトが主宰を務めており、数度にわたる主宰の変遷を経てきている。
ドイツを舞台に活動する数多の選手らに加えてクリス・ヒーロー、ブライアン・ダニエルソン、マイク・カッケンブッシュなどといったアメリカのインディー団体で活動する選手らの参戦もあり、更には三沢光晴、小橋建太、ジェイク・ロバーツなどをレジェンドとして招聘してきた。
日本のプロレスリング・ノア、DRAGONGATE、アメリカのPWG、CHIKARAとの関係を築いている。
2011年12月16日、日本の大日本プロレス、アメリカのCZWとのライセンス契約を発表。
2014年、アメリカのGFWとの業務提携を発表。

## タイトル
- wXw世界統一王座（wXw Unified World Championship）

2010年、wXw世界ヘビー級王座とwXw世界ライト級王座の統一に伴い新設。日本人選手で最初の獲得者は関本大介。
- wXw世界ヘビー級王座（wXw World Heavyweight Championship）

2001年に創設。ヘビー級王座の閉鎖に伴いライト級王座に統合されて世界統一王座になるとともに2010年に消滅。
- wXw世界タッグ王座（wXw World Tag Team Championship）

2001年に創設。
- wXw世界ライト級王座（wXw World Lightweight Championship）

2001年に創設。ヘビー級王座との統合に伴い世界統一王座になるとともに2010年に消滅。
- wXw女子王座（wXw Women's Championship）

2003年に創設。クレオパトラが初代王者となったが、それきりで廃止。
- wXwハードコア王座（wXw Hardcore Championship）

2001年に創設。エイジ・クチナワと名乗るマスクマンが8月に初代王者となり、その後は地元ドイツの数多の選手らに加えてマッドマン・ポンド、サンドマン、イアン・ロッテン、ネクロ・ブッチャーなどといった国外出身の選手らの手にも渡った。ハードコア部門の閉鎖に伴い2006年をもって廃止。ネクロ・ブッチャーがその最終保持者となった。